# Український кінематограф
Украї́нський кінемато́граф — кінематограф українською мовою[джерело не вказане 911 днів]. До українського кінематографу також відносять німі стрічки, зняті українськими режисерами. Також прийнято вважати українським кінематографом сукупність усіх компонентів кіноіндустрії та кіномистецтва України в сучасному та історичному розвитку.
Розвиток українського кіно розпочався ще 1893 року, коли інженер Йосип Тимченко за два роки до братів Люм'єр розробив апарат «кінескоп», придатний для кінознімання та кінопроєкції. До початку ери звукових фільмів, у 1920-30-х в період ВУФКУ в Українській РСР було створено низку німих стрічок, найвідоміша з яких — «Земля» Олександра Довженка, яку кінокритики вважають культовою для свого часу.
Українські режисери-новатори Олександр Довженко, Іван Кавалерідзе, Микола Шпиковський, Арнольд Кордюм, Петро Чардинін, Георгій Тасін, Марк Донськой, Леонід Луков, Сергій Параджанов, Юрій Іллєнко, Леонід Осика, Микола Мащенко, Леонід Биков, Кіра Муратова, Фєлікс Соболєв, здобули українському кіно світову славу.

## Історія

### Наддніпрянська Україна під контролем Російської імперії (1893—1917)
1893 року головний механік одеського Новоросійського університету Йосип Тимченко винайшов і сконструював прототип сучасного кінознімального апарату та апарату для кінопроєкції. Тоді ж він здійснив перші кінозйомки — зафільмував вершників і метальників списів. З 7 листопада до 20 грудня 1893 року в готелі «Франція» (Одеса) демонструвалися ці дві стрічки. 9 січня 1894 року винахід демонструвався на 6-му засіданні секції фізики IX з'їзду російських натуралістів та лікарів у Москві. Нині цей знімальний апарат знаходиться у фондах московського Політехнічного музею.
У вересні 1896 року в Харкові фотограф Альфред Федецький зняв кілька хронікальних сюжетів. А вже в грудні — майже рік у рік з першим публічним кіносеансом у Парижі — Альфред Федецький влаштував кіносеанс у Харківському оперному театрі. У Львові 13 вересня 1896 року розпочались перші регулярні кіносеанси, кіносеанси французьких фільмів у Пасажі Гаусмана, що тривали кілька днів.
Одним з першопрохідців українського кінематографу був катеринославський кінооператор і кінорежисер Данило Сахненко. 1911 року в передмісті Катеринослава (в селищі Лоцманська Кам'янка) він зняв повнометражний німий фільм «Запорізька Січ», що вважається в Україні першим ігровим фільмом національного виробництва.
Першопрохідці українського кінематографу початку 1900-х років віддавали перевагу екранізації популярних українських вистав «Наталка Полтавка» (за участю відомої актриси Марії Заньковецької), «Москаль-чарівник», «Наймичка». Тоді ж робилася спроба створити фільми на українську історичну тематику, теж на театральній основі («Богдан Хмельницький» за п'єсою Михайла Старицького). З дореволюційним кіно в Україні пов'язана творчість багатьох популярних акторів. Королевою екрану тих часів була Віра Холодна, яка народилася в Полтаві й багато знімалася в Одесі.

### УНР/Українська Держава (1917—1921 років)
У серпні 1918 року з'являється наказ Павла Скоропадського про українізацію кіно. На виконання цього указу була створена перша українська державна організація в галузі кіно — кінокомпанія «Українфільм». У часи окупації України СРСР факт існування студії «Українфільм» у 1918—1919 роках приховувався, а українські кіноісторики вперше дізналися більше про неї лише після проголошення незалежності України в 1991 році та відкриття доступу до закритих архівів.
Згідно з доповідною запискою, написаною у 1918 році та адресованою Головному управлінню в справах мистецтв і національної культури Української Держави, Товариство «Українфільм», що утворилося у Києві, мало на меті «широке виробництво та розповсюдження ідейних та національних фільмів, головним чином патріотичного та історично-героїчного напрямків».
На базі «Українфільм» почали розроблятися постановки фільмів «Брехня», «Чорна пантера» за Володимиром Винниченком, а також «Вітер з півночі», «Кармелюк», «Чорна рада». Внаслідок недовготривалості існування УНР, «Українфільм» проіснував лише рік з серпня 1918 по серпень 1919 року. Достеменно невідомо, чи на студії завершили виробництво вже розпочатих фільмів та чи вийшов хоч якийсь із них у прокат в УНР, але за припущеннями Романа Росляка, «беручи до уваги, що в цей період фільми продукувалися за досить таки короткий термін, то цілком можливо, що товариство ті розпочаті фільми все ж випустило». Частково припущення Росляка підтверджують повідомлення в тогочасній пресі; так, наприклад в газеті «Українська ставка» у грудні 1919 року говорилося про показ стрічки «Українфільм» під назвою «В'їзд Директорії» з 30 грудня 1919 року у кінотеатрі Шанцера на Хрещатику, 25.
Після окупації України більшовиками та падіння уряду УНР, приміщення кіностудії було силоміць передано Дніпросоюзу.

### За часів УРСР (1919—1991 роки)
70 років українське кіно було частиною радянського. У ці часи кіновиробництво на території УРСР пережило кілька хвиль розквіту: в часи ВУФКУ в 1920-х та «українського поетичного кіно» 1960-х.
За часів радянської окупації України тут відбувається потужне кіновиробництво, але зазвичай російськомовних фільмів для всесоюзного вжитку. Українськомовних радянських фільмів в часи СРСР знято дуже мало.
Внаслідок русифікації України, до 1991 року український кінематограф поступово зник як масове явище. Виробництво фільмів українською мовою на Ялтинській, Одеській та Київській кіностудіях припинилося, натомість на цих студіях переважно знімали російськомовні стрічки. В опитуванні кіноісторикині Лариси Брюховецької авторитетних українських письменників щодо тогочасного українського кіно, проведеному у 80-х — на початку 90-х, виявилося, що більшість вважає український кінематограф мертвим. Як висловився Анатолій Дімаров: «Українського кіно як національного явища поки що не маємо. Були окремі знахідки (Сергій Параджанов, наприклад), та й то рідкісні. Не назвете ж ви українськими кінофільмами „Гадюку“ чи „Серця трьох“? Хоча вони й з'явилися на студіях України».
У 1980-х українська мова практично повністю була витіснена з українського кінопрокату: репертуар кінотеатрів УРСР практично весь був російськомовним, стрічки, вироблені на українських кіностудіях, до яких існував україномовний дубляж, демонструвалися переважно в російськомовному варіанті. Так, 1989 року в кінопрокаті УРСР показано 280 нових фільмів, з них лише один демонструвався українською. Відомий режисер Микола Мащенко назвав цей період «нещадною інквізицією», результатом якої стала повна деукраїнізація кіномистецтва. Як наслідок русифікаторської політики СРСР, станом на 1980 рік, за даними газети «Культура і життя», фільмофонд України становив 2967 фільмів, з них дубльованих (або тих, що мали оригінальне українськомовне озвучення) українською мовою — 235, основна маса з яких була старіші стрічки.
Ялтинська кіностудія більшу частину своєї історії присвятила російському кінематографу — вона була філією «Мосфільму», потім філією кіностудії ім. Горького, тут знімалась радянська класика — «Собака на сіні», «Людина-амфібія», «Кавказька полонянка», «Дама з собачкою», «Діти капітана Гранта», «Пірати ХХ століття», «Асса», «Острів скарбів», «Людина з бульвару Капуцинів» тощо. Аналогічна ситуація була й з Одеською кіностудією — тут теж знімали лише радянське кіно і за всю історію існування взагалі не було створено жодного фільму українською. А з 378 фільмів, що вийшли на екран з кіностудії Довженка за радянський період 1928—1991 роки, цілком україномовних зняли лише 22, що становило всього близько 6 %. Русифікаторська політика кіностудії Довженка призвела до того, що в останні часи УРСР там знімалися майже виключно російськомовні фільми з російськими ж акторами, а українським відводили ролі другого плану, часто для створення певного комічного антуражу. Значний русифікаторський вплив студії Довженка на український кінематограф визнавав і сам Олександр Довженко, у своєму листі до Голови Народного Комісаріату освіти УРСР Федору Редькову він отак описував русифікацію на Київській кіностудії у 1940-х роках після звільнення його з посади керівника студії: «…українська кіностудія [тепер] працює по-руськи — тобто як українська перестала існувати».

### Всеукраїнський кінокомітет (1919—1921 років)
1919 року з початком радянської окупації України Народний комісаріат освіти новоствореної УСРР створює Всеукраїнський кінокомітет. У Києві починає видаватися журнал про кіно «Живий журнал». Оголошується конкурс сценаріїв про життя Тараса Шевченка, однак через наступ польських військ роботу над фільмом Михайла Бонча-Томашевського за сценарієм-переможцем припинено. Кінотеатри націоналізуються.
Виникає жанр кіноагітки. У 1919 році вийшов 21 фільм цього напряму авторства Петра Чардиніна, Михайла Бонча-Томашевського, Акселя Лундіна та інших режисерів, які переходять на бік більшовиків. Редакційно-видавничий відділ Наркомвійськ Української РСР оголошує рекомендаційний список тем для кіно: село, куркуль, середняк і бідняк, УНР, нація і клас, єдність збройних сил радянських республік, боротьба з бандитизмом, Червона армія, вороги.

### ВУФКУ (1922—1930 років)

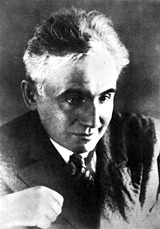
Лесь Курбас (1887—1937)

Іван Кавалерідзе (1887—1978)

13 березня 1922 року було засновано Всеукраїнське фотокіноуправління (ВУФКУ), організацію, яка монопольно очолила кіновиробництво, кінодистриб'юцію, кінофікацію, кінопресу та кіноосвіту в Українській РСР. Після цього почалася нова сторінка історії українського кінематографа. ВУФКУ вдалося реконструювати одеське і ялтинське підприємства, а з 1928 року ввести в дію київську кінофабрику (майбутню Київську кіностудію ім. О.Довженка) — одну з найбільших та найсучасніших на той час у світі.
Українське ігрове кіно 1920-х намагалося поєднати революційну тематику з традиційною для попереднього періоду мелодрамою та пригодницькими жанрами («Укразія» Петра Чардиніна; «Сумка дипкур'єра», «Ягідка кохання» Олександра Довженка). У цей час в Українській РСР з'явилися також екранізації класичних творів національної літератури — «Тарас Трясило», «Микола Джеря», «Борислав сміється».
У Одесі відбулись зйомки багатьох фільмів, що ставили московські кінорежисери. У 1925 р. на екрани країни вийшов кінофільм Сергія Ейзенштейна «Броненосець Потьомкін», що увійшов у десяток найкращих фільмів світового кінематографа і став візитною карткою Одеси.
Наприкінці 1920-х рр. в українському кінематографі дедалі гучніше почала заявляти про себе нова модерністська течія, що сформувалася у співпраці режисера Леся Курбаса з письменниками Майком Йогансеном та Юрієм Яновським. Неторовані шляхи долав у кіно самобутній режисер і сценарист, відомий скульптор Іван Кавалерідзе («Злива», «Перекоп»). В той самий час до Української РСР приїхав працювати Дзиґа Вертов та поставив тут авангардні документальні фільми («Людина з кіноапаратом», «Ентузіазм: Симфонія Донбасу»).
Особливу роль у становленні українського кіномистецтва відіграли фільми Олександра Довженка «Звенигора» (1928), «Арсенал» (1929), «Земля» (1930). Його творчість піднесла вітчизняний кінематограф до світового рівня. Стилістика, створена Довженком, поклала початок напряму, який визначають як «українське поетичне кіно».
У листопаді 1930 року ВУФКУ реорганізовано в «Українафільм», підпорядковане «Союзкіно».

### «Українафільм» і початок звукового кіно (1930—1950 роки)

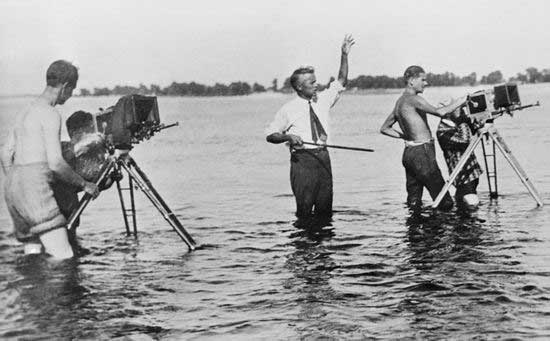
Олександр Довженко на зйомках фільму, 1932 р.

1930 року в УРСР з'явився перший звуковий фільм — документальна стрічка Дзиги Вертова «Ентузіазм: Симфонія Донбасу», а наступного року глядачі почули голоси акторів у художньому фільмі О. Соловйова «Фронт». У листопаді 1930 року ВУФКУ реорганізовано в «Українафільм», підпорядковане «Союзкіно».
Наприкінці 1930-х тотальний терор у СРСР поєднується з кон'юнктурним поверненням до національно-історичної тематики. Фільми «Щорс» (1939) Олександра Довженка і «Богдан Хмельницький» (1941) Ігоря Савченка — дивовижне поєднання й очевидної режисерської та акторської обдарованості.
Український кінематограф цієї доби складається з двох частин: кіно, вироблене на території, окупованій СРСР, та вироблене на землях, окупованих Німеччиною. Радянське кіновиробництво України Другої світової війни, частково евакуйоване на схід, було переважно підпорядковане ідеологічним завданням воєнної доби.
В цей час були зняті й справжні кіношедеври. До них можна віднести фільм «Райдуга» Марка Донського за сценарієм Ванди Василевської, який з надзвичайною художньою силою передає трагедію окупованого нацистами українського села. Фільм здобув низку міжнародних нагород, але, попри поширені чутки, так і не отримав «Оскар».
Сценарій Олександра Довженка «Україна в огні», який Сталін спочатку сприйняв схвально, потім було піддано розгромній критиці, а автора — шельмуванню. Одною з причин цього, про що Довженкові натякнули, було те, що у сценарії нічого не було сказано про вирішальну роль Сталіна у перемозі над ворогом. Крім того, у фільмах воєнних років за вказівкою «вождя» пропагувалася ідея швидкої та легкої перемоги над нацизмом.
Українські фільми 1945—1953 рр. підпорядковувались канонам «соціалістичного реалізму», їхню велику цінність складають високий рівень акторської гри (на екрані в цей час з'являються Михайло Романов, Амвросій Бучма, Дмитро Мілютенко, молодий Сергій Бондарчук) і високофахові роботи кінооператорів («Подвиг розвідника», режисер Борис Барнет, оператор Данило Демуцький; «Тарас Шевченко», 1951, режисер Ігор Савченко, оператор Данило Демуцький та інші).

### Кінематограф Західної України (1896—1939 років)
Перші кінопокази на території українських земель у складі Австро-Угорської імперії відбулися 13 вересня 1896 у Львові.
Львів взагалі стає центром розвитку кіноіндустрії Західної України. У 1920-х роках у місті існувало 15 кінотеатрів. Головними осередками формування кінокультури у міжвоєнному польському Львові стали аматорські кіногуртки. Зокрема кіноклуб «Авангард» та фотомайстерня «Оріон», група працівників сучасної культури «Група Кавина», мистецька група «Артес».
Соня Кулик видавала журнал «Кіно» (1930—1936 рр) та створила кіностудію «Соня-фільм», де зняли фільми «Свято молоді», «З кіноапаратом по Львові», «Зелені свята», «Гуцульщина», замовлені до розповсюдження компаніями «Гомон» (Французька республіка), «Фебусфільм» (Німеччина), фірмою Василя Авраменка (США). Також студія займалась прокатом фільмів, знятих в УРСР.

### Кіно під час німецької окупації України (1941—1943)
Під час окупації України Німеччиною у часи Другої світової війни тут продовжувалося кінематографічне життя. Його центром був Київ, де товариство «Україне-фільм» на базі Київської кіностудії почало створювати пропагандистські документальні та хронікальні стрічки. На студії в той час працювало кілька відомих кінематографістів, зокрема оператори Микола Топчій та Юрій Тамарський. Також у Києві діяло вісім кінотеатрів.
На території України окупованою Німеччиною в цей період кінематограф підпорядковувався верховному командуванню вермахту та Райхскомісаріату Україна. В листопаді 1941 центральне фільмооб'єднання «Схід» відкрило філію в Києві — товариство Ukraine Film GmbH (укр. «Україне-фільм»). Йому підпорядковувалася кінотеатри, кінопрокат, кінокопіювальні фабрики. Виробничою базою «Україне-фільм» стала Київська кіностудія. Її очолював Іван Нікітін, який одночасно працював завідувачем кіносекції відділу культури та освіти міської управи. Цей відділ очолював режисер Іван Кавалерідзе. Серед робітників студії цього часу було кілька відомих кінематографістів, зокрема оператори Микола Топчій та Юрій Тамарський. Товариство «Україне-фільм» створило в цей час кілька пропагандистських документальних та хронікальних стрічок, зокрема фільми «Київ», «Робочий день українського селянина», «Добровільний виїзд української молоді на роботи до Німеччини», «Похорони жертв радянського терору в Вінниці», «Утворення Україне-фільму», науково-технічні фільми «Тютюн», «Штрало». Частину фільмів так і не було завершено, зокрема стрічки «Літо на Україні», «Той хто повертається», «Нове життя». Крім Київської кіностудії, на окупованих українських землях у складі німецьких військ діяли пересувні знімальні кіногрупи «Вохеншау».

### Період «відлиги» (1950-1960-ті)

Володимир Денисенко

У часи політичної «відлиги» другої половини 1950-х — поч. 60-х рр. стрімко зростає українська кінопродукція. З'являються фільми, які досі користуються великим глядацьким успіхом: «Весна на Зарічній вулиці» (1956 р., режисери Марлен Хуцієв і Фелікс Миронер), «Спрага» (1959 р., Євген Ташков), «Іванна» (1960 р., Віктор Івченко), «Сон» (1964 р., Володимир Денисенко), «За двома зайцями» (1961 р., режисер Віктор Іванов).

### Українське поетичне кіно

Михайло Вартанов і Сергій Параджанов, 1985 р.

Український кінематограф 1960-1970-х років представлений іменами, які відомі в усьому світі: режисери Сергій Параджанов, Юрій Іллєнко, Леонід Осика, Микола Мащенко, актори Іван Миколайчук, Гнат Юра, Костянтин Степанков, Микола Гринько, Богдан Ступка.
У цей час з'являються стрічки, які поклали початок унікальному феномену «українського поетичного кіно»: «Тіні забутих предків» Сергія Параджанова (1964 р.), який отримав другу премію на 7 Міжнародному кінофестивалі в Аргентині; «Криниця для спраглих» Юрія Іллєнка (1965 р.); «Камінний хрест» Леоніда Осики (1968 р.), «Вірність» Петра Тодоровського (1965 р.).
Стрічка Кіри Муратової «Довгі проводи» (1971 р.) опинилася під забороною. Драматична доля також спіткала фільми Юрія Іллєнка «Вечір на Івана Купала» (1968 р.) та «Білий птах з чорною ознакою» (1971 р.), який тріумфально отримав Золотий приз Міжнародного Московського фестивалю.
Згодом естетика українського поетичного кіно стимулювала режисерський дебют актора Івана Миколайчука («Вавилон XX», 1979 р.), а суттєві елементи поетичного кіно з'являються в стрічках Миколи Мащенка «Комісари» (1971 р.) і «Як гартувалася сталь» (1973 р.).

### Період «застою» (1970-1980-ті)
Після другого піднесення українського кіно (період «українського поетичного кіно», 1964—1972 рр.) в часи «застою» знову відбувається русифікація українського кіно, яка проводилась насамперед сценарною політикою — вибором тем, джерел та сценаристів. За словами кіноісторика Лариси Брюховецької, з 300 художніх картин, знятих на кіностудіях УРСР у 1976—1989 роках, половина поставлена за творами російської літератури та за сценаріями російських сценаристів.
У цей період, унаслідок ідеологічної цензури, потрапили на полицю деякі зняті кінофільми (серед них «Криниця для спраглих», «Комісари»).
Попри бюрократизм українського кінопроцесу часів «брежнєвської реакції» в 1970-1980-х рр. з'являється низка фільмів, створених сильними творчими особистостями. На порозі «застою» Леонід Биков знімає картину «У бій ідуть лише „старі“» (1972 р.), а в 1983 р. Роман Балаян, після кількох високопрофесійних екранізацій російської літературної класики, у фільмі «Польоти уві сні та наяву» точно передає феноменологію того часу.
Українськими кіностудіями було знято також російськомовні кінострічки, які набули великої популярності у всьому СРСР: «В бій ідуть лише „старі“» (1972 р., режисер Леонід Биков), «Польоти уві сні та наяву» (1983 р., режисер Роман Балаян, «Д'Артан'ян і три мушкетери» (1978 р., режисер Георгій Юнгвальд-Хилькевич), «Пригоди Електроніка» (1979 р., режисер Костянтин Бромберг), «Місце зустрічі змінити не можна» (1979 р., режисер Станіслав Говорухін), «Зелений фургон» (1983 р., режисер Олександр Павловський), «Чародії» (1982 р., режисер Костянтин Бромберг), «Самотня жінка бажає познайомитися» (1986 р., режисер В'ячеслав Криштофович).

### Розквіт неігрового та анімаційного кіно в 1970-х роках
У 1970-80-ті роки справжній розквіт переживало українське неігрове кіно. Київська кіностудія науково-популярних фільмів зняла величезну кількість стрічок, серед яких зустрічалися справжні шедеври жанру («Мова тварин», «Чи думають тварини?», «Сім кроків за обрій» режисера Фелікса Соболєва та ін.).
Надзвичайно успішним був цей період і для українського анімаційного кіно. Стрічки режисерів Володимира Дахна (серіал «Як козаки…»), Давида Черкаського («Пригоди капітана Врунгеля», «Крила» та ін.), Леоніда Зарубіна («Солом'яний бичок»), Володимира Гончарова («Чумацький шлях») прославили українську анімацію за межами країни.

### Кіно «перебудови» (1980-ті роки)

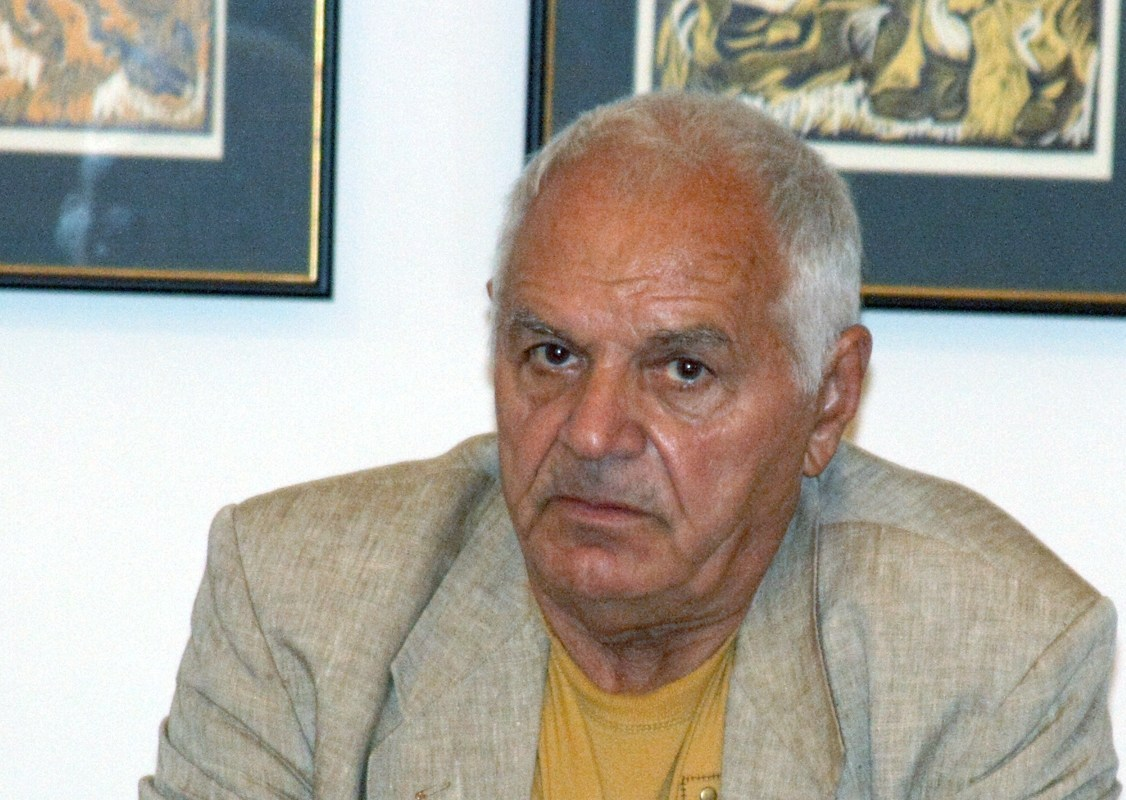
Юрій Іллєнко

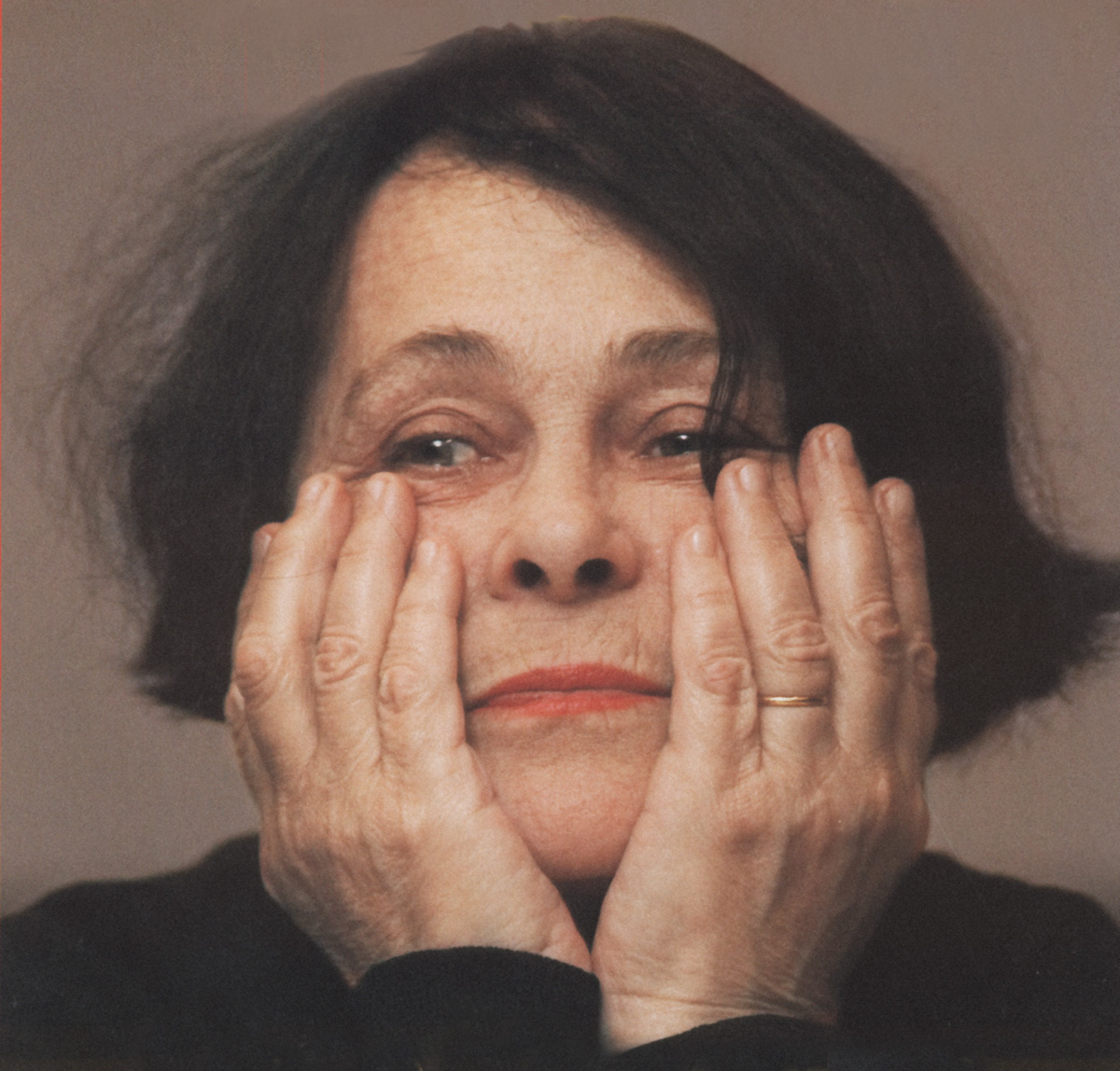
Кіра Муратова, 2006

У період «перебудови» у 1980-их роках українські кіностудії вже практично перестали знімати україномовні повнометражні фільми для кінопрокату, й у цей час з'являються переважно російськомовні радянські фільми гостросоціальної тематики: «Астенічний синдром» Кіри Муратової (1989 р.); «Бич Божий» Олега Фіалка (1988 р.); «Розпад» Михайла Бєлікова (1990 р.) та інші. Фільм Юрія Іллєнка «Лебедине озеро. Зона» (1989 р.) здобув широкий міжнародний успіх, ставши своєрідною антитоталітарною кіноемблемою.

### Кінематограф доби Незалежності (з 1991-го)

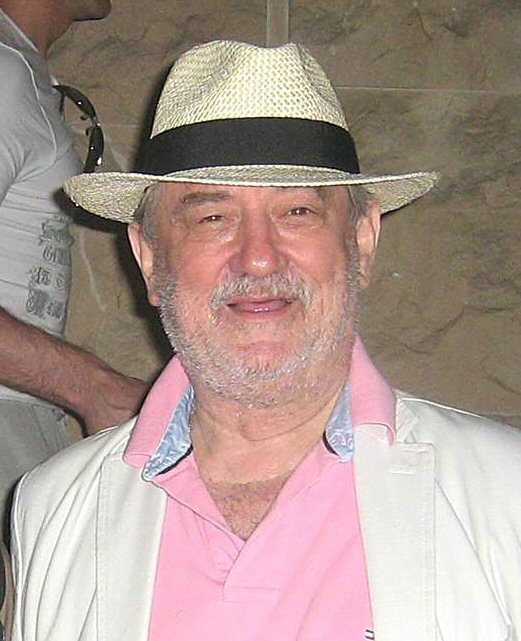
Богдан Ступка

Регулювання державної політики України з питань кіно було затверджено 13 січня 1998 року, коли Верховна Рада України прийняла Закон України «Про кінематографію».
У період незалежності українське кіно характеризується розпадом кіноіндустрії в 1990-х роках та спробами відбудувати її в 2000–2010-х роках.
Кількість художніх фільмів знятих в Україні різко зменшується в 1990-их. Так, за рік в Україні зняли 45 фільмів 1992 року, а 2000 року ця цифра впала до 4 фільмів на рік. Оскільки кінопрокат в Україні практично зник, у цей період на українських кіностудіях знімають лише ігрові та неігрові телефільми що так ніколи й не з'явилися в кінопрокаті. Кіновиробництво в Україні у 1990-их за інерцією продовжує русифікаторський вектор що діяв у часи Української РСР: зі 136 фільмів знятих в Україні в 1990-х роках, 82 було знято російською мовою й лише 54 — українською. З позитивних аспектів 1990-х для українського кінематографу можна відзначити намагання української кіноіндустрії комерціалізуватися; так у цей період з'являються приватні спонсори фільмів, що сприяє виробленню жанрових стрічок: розважальних комедій, кримінальних драм, пригодницьких та еротичних фільмів.
Регулювання українського кінематографа державними інституціями розпочинається у 1998 році після затвердження 13 січня 1998 року Верховною Радою України Закону України «Про кінематографію». Прийняття цього закону допомагає розпочати поступове відновлення українського кінематографа у 2000-их роках.
На початку 90-х українське телебачення розпочало активно знімати телесеріали, зокрема популярність мали «Роксолана», режисер Бориса Небієрідзе, «Острів любові», режисер Олег Бійма. На рубежі 2000-х р. величезний успіх мав фільм польського режисера Єжи Гоффмана «Вогнем і мечем», у якому український актор Богдан Ступка зіграв роль гетьмана Богдана Хмельницького. Богдан Ступка стає «головним гетьманом українського екрану» — йому належать також ролі в історичному серіалі «Чорна рада» Миколи Засєєва-Руденка (2000 р.) та фільмі Юрія Іллєнка «Молитва за гетьмана Мазепу» (2001 р.). 2006 року відбулася також прем'єра першого українського трилера «Штольня» (продюсер та оператор Олексій Хорошко, режисер Любомир Кобильчук). У 2008 році вийшов фільм «Ілюзія страху», українського кінорежисера Олександра Кірієнка. Фільм знятий за мотивами однойменного твору Олександра Турчинова.
В 1990-2000-х українські фільми практично не виробляються й не виходять в кінопрокат. У цей період траплялися поодинокі випадки успішних російсько-українських копродукційних російськомовних стрічок де Україна була співвиробником. Ситуація кардинально змінилася лише після «Революції гідності», з 2014 року почався період ренесансу українськомовної культури. Починаючи з 2014 року, коли в кінопрокат вийшов перший український блокбастер «Поводир», українські фільми почали збирати чималу касу в українському кінопрокаті. У 2018 році вперше за всю історію українські фільми увійшли у Топ 20-ку найкасовіших фільмів українського кінопрокату за підсумками 2018 року; зокрема, найкасовішими українськими фільмами у 2018 стали стрічки «Секс і нічого особистого», «Свінгери», «Dzidzio.Перший раз», «Скажене весілля» та «Я, ти, він, вона».
У 2010-х роках відбувається поступове збільшення обсягів кіновиробництва в Україні. Завдяки розвитку технологій та зменшенню витрат, значно збільшується кількість короткометражних фільмів. В український кінематограф прийшло нове покоління кіномитців. З'являються колективні проєкти українських режисерів «Мудаки. Арабески», «Україно, Goodbye!», «Вавилон'13». Разом з занепадом централізованої кіноіндустрії розпочинається розвиток незалежних кіностудій, фірм-дистриб'юторів та мережі кінотеатрів.
Попри збитковість кіногалузі в цей час, ряд українських фільмів має успіх на міжнародних кінофестивалях. 2003 року, вже в Основному конкурсі того ж «Берлінале» отримав «Срібного ведмедя» фільм українського аніматора Степана Коваля «Йшов трамвай № 9». 2005 року стрічка «Подорожні» молодого українського режисера Ігоря Стрембіцького отримала «Золоту пальмову гілку» кінофестивалю в Каннах за короткометражний фільм «Подорожні». У 2007 році в конкурсній програмі Міжнародного кінофестивалю у Роттердамі відбулася світова прем'єра «Меніни» режисера Ігора Подольчака. Пізніше фільм брав участь у 27 міжнародних кінофестивалях, у 10 з них —у конкурсній програмі, в інших в офіційній селекції. 2011 року Марина Врода отримала «Золоту пальмову гілку» кінофестивалю в Каннах за короткометражний фільм «Крос». 2014 року повнометражний фільм Мирослава Слабошпицького «Плем'я» взяло участь у конкурсній програмі «Тиждень критики» «Канського кінофестивалю» і отримує одразу три нагороди — приз фонду Ган, приз Відкриття та Гран-прі.

### Кінематограф української діаспори
Кінознімання в українській діаспорі (1920—1970-ті)
1927 року галичанка Софія Яблонська переїхала зі Львова до Парижа, звідки почала подорожувати світом та знімати видові фільмі. Мандруючи Францією, Китаєм, Африкою, Австралією, Японією, готувала кінорепортажі, була однією з перших жінок-кінооператорів.
У 1930-х роках фільми за українськими мотивами почали зніматися в Нью-Йорку. Український балетмейстер, хореограф та актор в еміграції Василь Авраменко продюсує та виступає сценаристом кількох фільмів, зокрема «Наталки Полтавки» і «Запорожця за Дунаєм» (режисер Едгар Ульмер). Обидва ці фільми вийшли на екран майже синхронно з однойменними кінострічками Івана Кавалерідзе в УРСР.
Змагальний характер паралельного показу кіноопер, випущених у радянській Україні та США, їх ідеологічне протистояння знаходить підтвердження у нотатках Миколи Новака, одного з найактивніших членів фільмової корпорації Авраменка: «Нам треба бути гордими, що показали нашим незрячим людям, що українська еміграція здібна також таку справу здвинути. Ми проломили грубі верстви льодів і заставили навіть червону Москву змагатися з нами, бо коли б не наша „Наталка Полтавка“, то не було б і сталінської».
Крім «Наталки Полтавки» (1937 р.) і «Запорожець за Дунаєм» (Cossacks in Exile, 1939 р.), Авраменко в США також знімає фільми «Маруся» (1939 р.) та «Трагедія Карпато-України» (The Tragedy of Carpatho-Ukraine, 1940 р.).
У 1960-1970-х роках у місті Ошава, провінції Онтаріо у Канаді на кіностудії Canukr Films знято кілька фільмів. За сценарієм Степана Любомирського знято кінострічки «Ніколи не забуду» (1969 р., режисер Б. Паздрій, В. Бачинський), «Зашуміла Верховина» (1976 р.). Серед інших фільмів знятих на цій кіностудії «Жорстокі світанки» (1966 р.) та «Марічка» (1975 р.).
Режисер Юрій Миськів створив символістичний повнометражний художній фільм «Подорож у сумерки», присвячений НЙГ. Прем'єра фільму відбулася 29 жовтня 1994 року в Українському Інституті Модерного Мистецтва в Чикаго. Діалоги в фільмі базовані на віршах поетів Нью-Йоркської групи поетів, а головний персонаж запозичує частини своєї біографії в лідера групи Юрія Тарнавського. Фільм технічно поєднує кольорові цифрові кадри та чорно-білі, відзняті на 16-мм кіноплівку.
Згадка про цей фільм міститься в документальному фільмі режисера Олександра Фразе-Фразенка про Юрія Тарнавського «Casi Desnudo» (укр. майже голий; 2018), там-таки й знаходимо уривки стрічки . Прем'єра фільму «Casi Desnudo» відбулася 8 березня 2019 року в Українському Інституті Америки .

### Українські фільми— лідери радянського кінопрокату
Кіно українських кіностудій не користувалося великим успіхом у прокаті в радянську добу. Серед фільмів, знятих в Українській РСР, у радянському кінопрокаті найбільш популярними були наступні:
- 65 місце в історії радянського прокату — «НП — Надзвичайна пригода» (1958 р.), реж. Віктор Івченко — 47,4 млн глядачів;
- 92 — «В бій ідуть тільки «старики»» (1973 р.), реж. Леонід Биков — 44,3 млн;
- 93 — «Блакитна стріла» (1958 р.), реж. Леонід Естрін — 44,2 млн;
- 97 — «Їх знали тільки в обличчя» (1966 р.), реж. Антон Тимонішин — 43,7 млн;
- 112 — «Далеко від Батьківщини» (1966 р.), реж. Олексій Швачко — 41,9 млн;
- 128 — «Інспектор карного розшуку» (1971 р.), реж. Суламіф Цибульник — 40,9 млн;
- 167 — «Доля Марини» (1953 р.), реж. Віктор Івченко — 37,9 млн;
- 181 — «Небезпечні гастролі» (1967 р.), реж. Георгій Юнгвальд-Хількевич — 36,9 млн.

### Українське телевізійне кіно
Перша телевізійна трансляція в Українській РСР відбулася 1 лютого 1939 року. В невеликій студії в Києві тривав 40-хвилинний ефір, під час якого показали картину Григорія Орджонікідзе.
Однак війна зупинила розвиток українського телебачення. Відновлення роботи телебачення відбулося 6 листопада 1951 року. Тоді київський телецентр випустив в ефір фільм Михайла Чіаурелі «Велика заграва» (1938 р.). Регулярний ефір у Київському телецентрі розпочався в 1956 році.
1965 — постановою Ради міністрів УРСР у Києві виникає студія «Укртелефільм» — єдина радянська кіностудія, яка спеціалізувалася на фільмах виключно для телебачення. В підпорядкування «Укртелефільму» перейшли регіональні телестудії. Зазвичай регіональні телестудії знімали фільми в себе, тоді як монтажем, звуком і копіюванням займалися у Києві.

## Відзнаки українського кіно

### Фільм Олександра Довженка«Земля»
1958 року на Всесвітній виставці в Брюсселі (Бельгія) в результаті опитування, проведеного Бельгійською синематекою серед 117 видатних критиків і кінознавців із 26 країн світу, фільм «Земля» було названо серед 12 найкращих картин усіх часів і народів.
У найбільш авторитетному сучасному опитуванні з визначення найкращих фільмів усіх часів, яке проводить британський журнал Sight & Sound, у 2012 році 171-е місце посів фільм «Земля» (реж. Олександр Довженко, 1930, Київська кінофабрика «Українфільм»). Такі опитування Sight & Sound проводить кожні десять років, починаючи з 1952 року, у 2012 році в ньому взяло участь 846 кінокритиків.

### ФільмиДзиґи Вертова«Людина з кіноапаратом»та«Ентузіазм: Симфонія Донбасу»
У найбільш авторитетному сучасному опитуванні з визначення найкращих фільмів усіх часів, яке проводить британський журнал Sight & Sound, у 2012 році 8-е місце посів фільм «Людина з кіноапаратом» (реж. Дзиґа Вертов, 1929, Київська кінофабрика ВУФКУ). Такі опитування Sight & Sound проводить кожні десять років, починаючи з 1952 року, у 2012 році в ньому взяло участь 846 кінокритиків. У першому опитуванні цього ж журналу Sight & Sound з визначення найкращих документальних фільмів усіх часів у 2014 році фільми Дзиґи Вертова «Людина з кіноапаратом» посів 1-ше місце, «Ентузіазм: Симфонія Донбасу» посів 77-е (Дзиґа Вертов, 1930, Київська кінофабрика «Українфільм»).

### Інші відзнаки
У найбільш авторитетному сучасному опитуванні з визначення найкращих фільмів усіх часів, яке проводить британський журнал Sight & Sound, у 2012 році 8-е місце посів фільм «Людина з кіноапаратом» (реж. Дзиґа Вертов, 1929, Київська кінофабрика ВУФКУ), 171-е — «Земля» (реж. Олександр Довженко, 1930, Київська кінофабрика «Українфільм»). Такі опитування Sight & Sound проводить кожні десять років, починаючи з 1952 року, у 2012 році в ньому взяло участь 846 кінокритиків.
У першому опитуванні Sight & Sound з визначення найкращих документальних фільмів усіх часів у 2014 році 1-ме місце посів фільм «Людина з кіноапаратом», 77-е — «Ентузіазм: Симфонія Донбасу» (Дзиґа Вертов, 1930, Київська кінофабрика «Українфільм»).

### Українські фільми-учасники міжнародних фестивалів
Українські фільми багато разів брали участь в міжнародних кінофестивалях. Першим помітним успіхом українського кіно на таких подіях було відзначення фільму «Квітуча Україна» на Каннському кінофестивалі в 1951 році.
Найбільшими досягненнями українського кіно на міжнародних кінофестивалях були нагороди фільму «Тіні забутих предків» Сергія Параджанова на фестивалі в Мар-дель-Плата та інших в 1965 році; «Золотий голуб» кінофестивалю в Лейпцизі за фільм «Мова тварин» (1967) Фєлікса Соболєва; Приз FIPRESCI фільму «Лебедине озеро. Зона» Юрія Іллєнко в Каннах в 1990 році; «Срібний ведмідь» Берлінського кінофестивалю мультфільму «Йшов трамвай № 9» (2002) Степана Коваля; премія «Срібний леопард» кінофестивалю в Локарно фільму «Ядерні відходи» Мирослава Слабошпицького; Гран-прі Тижня критиків фільму «Плем'я» Мирослава Слабошпицького в Каннах в 2014 році; Головний приз журі світового документального кіно кінофестивалю «Санденс» роботі «Російський дятел» (2015) Чеда Грасія; Спеціальний приз журі за найкращий повнометражний документальний фільм Амстердамського кінофестивалю фільму «Українські шерифи» (2015) Романа Бондарчука участь фільмів Сергія Лозниці в Офіційному конкурсі Каннського кінофестивалю (2010, 2014, 2017). Фільм Атлантида (2019) режисера Валентина Васяновича переміг на Венеційському кінофестивалі у програмі «Горизонти» (італ. «Orizzonti») .

## Кіностудії України
26 січня 2011 Кабінет Міністрів України затвердив «Список виробників національних фільмів в Україні», до якого увійшли:.
1. Державне підприємство «Національна кіностудія художніх фільмів імені Олександра Довженка»
2. Державне підприємство «Національний центр Олександра Довженка» (Довженко-Центр)
3. Державне підприємство «Національна кінематека України» (колишній підрозділ студії «Київнаукфільм»)
4. ЗАТ «Одеська кіностудія»
5. Державне підприємство «Українська студія хронікально-документальних фільмів» (Укркінохроніка)
6. Українська студія телевізійних фільмів «Укртелефільм»

Є також:
- Ялтинська кіностудія художніх фільмів
- Укранімафільм (колишній підрозділ студії «Київнаукфільм»)
- Галичина-фільм
- Film.UA

## Кінотеатри України
Станом на 2014 рік Україні діє 167 кінотеатрів та 420 кіноекрани . За даними Державного агентства України з питань кіно, станом на 2017 в країні нараховується 189 кінотеатрів із загальною кількістю 487 екранів, 463 з яких — цифрові.

## Кінодистриб'ютори України
Станом на 2016 рік в Україні за даними Державного агентства України з питань кіно налічувалось 105 юридичних осіб-компаній у сфері кінопрокату , а також 13 фізичних осіб . З них п'ятеро кінопрокатників займають понад 95 % ринку (за виторгом), а саме B&H Film Distribution Company, UFD, Kinomania, MMD та Volga Ukraine.

### Українські студії дублювання та озвучення
У період радянської окупації України, дублювання українською іншомовних фільмів практично не відбувалось. Після 1991 року ситуація не змінилася й Україна практично не мала ринку дублювання українською до 2006 року. За словами мовознавця та кінокритика Юрія Шевчука, причина була в тому, що тогочасна Україна лишалася культурною колонією Росії. А через відсутність українського дубляжу в місцевих кінотеатрах, станом на 2006 рік в Україні фактично не існувало власної системи кінопрокату, тобто власного кіноринку, й відповідно до 2006 року Україна була всього лише частиною російського ринку кінопрокату .
Після прийняття закону про обов'язкове дублювання фільмів українською мовою 2006 року, в Україні стали з'являтися студії дублювання найвищого рівня. Першою свою філію в Києві відкрила петербурзька студія «Невафільм». Згодом дублювати фільми почали як великі студії звукозапису, такі як AdiozProduction, Postmodern Postproduction, Tretyakoff Production, так і невеличкі студії як наприклад Lemma, Pteroduction Sound, CineType, Kiev Postproduction, AAASOUND та інші. Паралельно з дубляжем винятково для кінотеатральних стрічок, розвиток отримали також студії багатоголосого закадрового перекладу, такі як Так Треба Продакшн, Студія дубляжу каналу 1+1, що працює на базі студії ім. Довженка та інші. На цій та інших студіях звукозапису та дубляжу вперше в Україні було зроблено повноцінні дубляжі деяких серіалів (наприклад, Теорія брехні (Lie to me), Секс та Каліфорнія (Californication для 1+1). На початку ж 2009 року відкрилася студія Le Doyen Studio, що стала першою українською студією дубляжу, що отримала сертифікат «Студія Dolby Premier». Другою студією, що отримала сертифікат «Студія Dolby Premier» стала студія Postmodern Postproduction (входить в FILM.UA) яка отримала відповідний сертифікат у жовтні 2012 року.

## Кінофестивалі України

### Кінофестивалі ігрового повнометражного кіно
- «Молодість» (Київ, з 1970 року)
- Одеський міжнародний кінофестиваль (Одеса, з 2010 року)
- «Корона Карпат» (Трускавець, з 2009 року)
- «Місто Мрії» (Рівне, з 2016 року)
- Канівський міжнародний кінофестиваль імені Юрія Іллєнко (Канів, з 2016 року)
- «Бруківка (кінофестиваль)» (Кам'янець-Подільський, з 2017 року)
- Київський кінофестиваль (Київ, 2009—2011)
- «Бригантина» (Бердянськ, 1998—2010)
- «КіноЛев» (Львів, (2006—2012)
- «Інші території» (Донецьк, (2008)
- «Кіно-Ялта» (Ялта, 2000—2008)
- «Стожари» (Київ, 1995—2005)
- «Білий ангел» (Славутич, 1996)
- «Золотий Дюк» (Одеса, 1988—1994)

### Кінофестивалі неігрового кіно
- «Кінолітопис» (Київ, з 2001 року)
- «Docudays UA» (Київ, з 2003 року)
- «86» (Славутич, з 2014 року)
- «Контакт» (Київ, 2005—2007)

### Кінофестивалі короткометражного кіно
- «Wiz-Art» (Львів, з 2008 року)
- Київський міжнародний фестиваль короткометражних фільмів (Київ, з 2012 року)
- «Громадський проектор» (Миколаїв, з 2014 року)
- «КіноШОТ» (Черкаси, з 2016 року)
- Черкаський фестиваль кіно (Черкаси, 2015)

### Кінофестивалі анімаційного, студентського, архівного кіно, відео-арту
- «Крок» (річки України та Росії, з 1989 року)
- «Пролог» (Київ, з 1994 року)
- «Відкрита ніч» (Київ, з 1997 року)
- «LINOLEUM» (Київ, з 2005 року)
- «Німі ночі» (Одеса, Київ з 2010 року)
- Ірпінський кінофестиваль (Ірпінь, 2003—2014)
- «SpaceLiberty» (Львів, 2011—2012)
- «Кришталеві джерела» (Київ, 1991—2011)
- «Vau Fest» (Українка, 2011)
- «Щасливе життя» (Запоріжжя, 2011)
- «Харківський бузок» (Харків, 2009—2013)
- «KIMAF» (Київ, 2000—2002)
- «Dreamcatcher» (Київ, 1998—2001)

## Українські видання про кіно
Розвиток української кінопреси та книговидавництва на тему кіно активно починається на початку 1920-х років. Інформація про кіно раз-по-раз друкується у виданнях про культуру, освіту та театр «Силуэты», «Зритель», «Театр, клуб, кино».
В 1922 році ВУФКУ в Харкові робить першу нетривалу спробу видавати власний журнал на тему фотографії та кіно, випустивши два номери журналу «Фото-кино» під редакцією Голови правління організації Василя Прокоф'єва. Наступною подібною спробою восени 1923 року стає журнал «Экран» під редагуванням М.л. Львовського та Ізмаїла Уразова.
В 1925 році розпочинається вихід найбільш відомого українського спеціалізованого журналу «Кіно». Журнал видається українською мовою та публікує найбільш вагомі для 1920-х українські критичні тексти про кіно.
В жовтні 1929 року ВУФКУ відкриває спеціальне видавництво, яке спеціалізується на кіно та театрі «Укртеакіновидав». Статті про кіно друкуються також в журналах про культуру «Культробітник», «Нове мистецтво», «Нова ґенерація» тощо. На початку 1930-х ці прогресивні починання згортаються. Замість критики радянська кінопреса починає публікувати радше рекламні матеріали про фільми.
Розвиток української критичної думки про кіно відновлюється в Україні в 1990-х роках, однак економічні обставини змушує закритися майже всі нові українські видання про кіно, зокрема і найбільш впливовий журнал про кіно свого часу «Кіноколо».
- «Либретто лент для кинематографа» (журнал, Одеса, 1918—1919)
- «Кинематографический журнал» (журнал, Київ, 1918—1919)
- «Мельпомена» (журнал, Одеса, щотижневе ілюстроване видання, присвячене мистецтву, театру, кінематографу, спорту, 1918—1919)
- «Экран» (журнал кінематографії і театру, Одеса, 1918—1919)
- «Народный экран» (журнал, Київ, 1919)
- «Зритель» (журнал, Одеса, 1922)
- «Искусство» (журнал, Київ, Тижневик театру, літератури, живопису та кіно, 1922)
- «Фото-кино» (журнал, орган ВУФКУ, Харків, 1922—1923)
- «Театр, литература, музыка, балет, графика, живопись, кино» (журнал, Харків, 1922—1924)
- «Силуэты» (журнал, орган Одеського губполітосвіти і ВУФКУ, Одеса, 1922—1925)
- «Экран» (Харків, орган ВУФКУ, 1923)
- «Кинотеатральный вестник по Екатеринославу» (журнал, Катеринослав, 1925)
- «Театр — музика — кіно» (журнал, Київ, 1925—1927)
- «Кіно-либретто» (додаток журналу «Кіно», Харків, 1926—?)
- «Бюлетень Всеукраїнського комітету спілки робітників мистецтв» (журнал, Харків, 1926—1931)
- «Театр, клуб, кино» (журнал, Одеса, 1927—1929)

Часопис «Кіно»

- «Кіно» (журнал, орган ВУФКУ—Українфільм, 1926—1933)
- «Кіно-тиждень» (газета Київського відділення ВУФКУ і ТДРК 1927—1928)
- «Кіно-вісті» (журнал Вінницького відділення ВУФКУ, 1928)
- «Кіно-вісті» (журнал Донецького відділення ВУФКУ, 1928)
- «Кіно-вісті» (журнал Київського відділення ВУФКУ, 1928)
- «Кіно-вісті» (журнал Харківського відділення ВУФКУ, 1928)
- «Polski radio-śviat» (Львів, журнал присвячений радіо, театру, кіно і спорту, 1928)
- «Dziennika Lwowskiego ilustrowanego. Teatr-film-radio» (журнал, Львів, 1928—?)
- «Scena-film» (журнал, Львів, 1928—1929)
- «Zyce kino-tetralne» (журнал, Львів, 1929)
- «Кіно-промінь» (журнал-газета Київського відділення ВУФКУ, 1929—1930)
- «Кіно-рапорт» (газета Дніпропетровського відділення Українфільму і ТДРК, 1930)
- «Фото-кіно-декада» (газета, орган ТДРК, Харків, 1930)
- «Кіно — в маси» (газета, орган ТДРК, Запоріжжя, 1930)
- «Ударник» (газета, орган худполітради Київської кінофабрики, 1930)
- «Технічний бюлетень» (журнал, орган об'єднаних кінофабрик Українфільму, 1930—?)
- «Кіно-Газета» (1928—1931, Київ)
- «Кіно-Газета» (1931—1932, Харків)
- «Дзержинець» (Газета. Одеса: Орган комітету КП(б)У і комітетата ЛКСМУ заводу «Кіномеханпром», 1930—1934)
- «Kino» (Львів) (1930—1935)
- «Радянське кіно» (1935—1937)

- «Екран і життя» (1935—?)

Часопис «Екран і життя»

- «За більшовицький фільм» (Бюлетень. Одеса: Орган партійного осередку, комсомолу і фабкому Одеської кінофабрики тресту «Українфільм», 1930—1932)
- «За більшовицький фільм» (газета, Київ: Орган парткому і фабкому Київської кінофабрики, 1930—1934)
- «На екранах України» (1958—1994)
- «Новини кіноекрана» (1961—1992)
- «Вавилон» (1991—1992)
- «Кіноколо» (1999—2006 (друковане), з 2006 (інтернет)
- «Кіно-Театр» (з 1995 року)
- Kino-teatr.ua (з 2000 року, інтернет)
- «Киноцентр» (журнал, Харків, 2004—2007)
- Cineticle (з 2011 року, інтернет)
- «Южанин» (журнал, Харків, 1915—1916)

## Українські державні та недержавні інституції

### Держкіно
Центральним орган виконавчої влади, який забезпечує реалізацію державної політики у сфері кінематографії є Держкіно України. Керівником Держкіно з 2020 є Марина Кудерчук. Держкіно та Український культурний фонд є найбільшими інвесторами в український кінематограф і станом на 2019 року кожна з цих інституцій інвестує в українське кіновиробництво близько 500 млн гривень (тобто разом більше 1 млрд гривень).

### Довженко-Центр
Збереженням, відновленням, реставрацією українського архівного кіно займається Національний центр Олександра Довженка  — державний кіноархів художніх фільмів України, що зберігає Державний фільмофонд України, також включає кінокопіювальну лабораторію, єдиний Асоційований член Міжнародної федерації кіноархівів (FIAF) в Україні. Значну частину українських неігрових та телевізійних фільмів зберігає Центральний державний кінофотофоноархів України ім. Пшеничного.

### Керівники українського кіно
- 1918  — Людмила Старицька-Черняхівська (Кінематографічна секція)
- 1922—1923 — Василь Прокоф'єв (ВУФКУ)
- 1923—1927 — Захар Хелмно (ВУФКУ)
- 1927—1928 — Олександр Шуб (ВУФКУ)
- 1928—1931 — Іван Воробйов (ВУФКУ)
- 1931 — Іван Косило (ВУФКУ)
- 1932—1933 — Петро Косячний (ВУФКУ)
- ????—1946 — Управління в справах Кінематографії
- 1946—1958 — Міністерство Кінематографії Української РСР
- 1958 — Головне управління з виробництва фільмів (Міністерство культури УРСР)
- 1963—1972 — Святослав Іванов (Державний комітет по кінематографі УРСР)
- 1972—1979 — Василь Большак (Державний комітет по кінематографі УРСР)
- 1979—1983 — Юрій Олененко (Державний комітет по кінематографі УРСР)
- 1983—1988 — Володимир Стадниченко (Державний комітет по кінематографі УРСР)
- 1991—1992 — Юрій Іллєнко (Державний фонд української кінематографії)
- 2006—2010 — Ганна Чміль (Державна служба кінематографії)
- 2010—2014 — Катерина Копилова (Державне агентство України з питань кіно)
- 2014—2019 — Пилип Іллєнко (Державне агентство України з питань кіно)
- з 2020 — Марина Кудерчук (Державне агентство України з питань кіно)

## Спілка кінематографістів України
Національна спілка кінематографістів України — громадська організація, метою якої є сприяння розвитку українських екранних мистецтв як органічної складової національної та світової культури, участь у створенні концепцій розвитку та співпраці кіногалузі і телевідеопростору, захист творчо-професійних, авторських і соціальних прав членів Спілки.
Щороку Спілка вручає Премію Національної спілки кінематографістів України.

### Спілка кінокритиків
Спілка кінокритиків України є одним із організаторів (спільно з Асоціацією «Сприяння розвитку кінематографа в Україні — дивись українське!») Національної премії кінокритиків «Кіноколо», перша церемонія вручення якої відбулася 26 жовтня 2018 року.

## Українська кіноакадемія
Українська Кіноакадемія — українське об'єднання експертів і професіоналів у галузі кіно та кіновиробництва, засноване 2017 року з метою підтримки та розвитку сучасного українського кінематографа.
З 2017 року Українська Кіноакадемія проводить щорічне вручення Національної кінопремії «Золота дзиґа».

## Українські кінопремії
У 1994 з нагоди 100-річчя від дня народження видатного діяча української культури Олександра Довженка було засновано Державну премію України імені Олександра Довженка, яка вручається щороку за видатний внесок у розвиток українського кіномистецтва.
У травні 2018 року Спілкою кінокритиків України було засновано щорічну премію кінокритиків «Кіноколо».

## Збереження кінематографічної спадщини
Збереженням, відновленням, реставрацією українського архівного кіно займається Національний центр Олександра Довженка  — державний кіноархів художніх фільмів України, що зберігає Державний фільмофонд України, також включає кінокопіювальну лабораторію, єдиний Асоційований член Міжнародної федерації кіноархівів (FIAF) в Україні. Значну частину українських неігрових та телевізійних фільмів зберігає Центральний державний кінофотофоноархів України ім. Пшеничного.

## Кіноосвіта в Україні
Розвиток кіноосвіти в Україні припав на добу ВУФКУ. В Одесі в березні 1923 року оголошується набір на перші однорічні державні курси кінематографії при одеському виробничому відділі ВУФКУ, серед викладачів яких значилися Борис Лоренцо, Микола Салтиков, Євген Славинський. Перший акторський курс мав 22 випускників, найвідомішою з яких була акторка Оксана Підлісна.
Восени 1924 року на базі курсів при кінофабриці було створено Одеський державний технікум кінематографії до викладання в якому залучалися також Лесь Курбас, Петро Чардинін, Аксель Лундін. В технікумі діяло два відділення: екранний та технічний (так, в 1926 році на перше з них поступив 21 абітурієнт, на другий — 23, конкурс становив близько 40 осіб на місце, з 44 студентів було 12 жінок). В 1924 році в Києві при театральному технікумі створюється кінофакультет. В Харкові подібний факультет виникає при Музично-драматичному інституті, однак наступного року закривається.
В 1926 році на базі Київського художнього інституту виникає очолюваний Володимиром Татліним кінофотовідділ (кінофакультет), який готував художників кіно та операторів. Навчання за спеціальностями тривало чотири роки, на першому наборі відділу навчалося 62 особи. В 1930 році Одеський кінотехнікум та кінофакультет Київського художнього інституту об'єднали в Київський державний інститут кінематографії.
Перший кінофакультет в Українській РСР після Другої світової війни відкрито в 1961 році на базі Київського державного інституту театрального мистецтва імені І. К. Карпенка-Карого. Першим завідувачем кафедри було призначено Віктора Івченка. Пізніше кафедру очолювали заслужені діячі мистецтв УРСР доцент В. П. Небера (1972—1984), кандидат мистецтвознавства, доцент В. Б. Кісін (1985—1991). У 1966 році здійснено перший набір студентів-кінооператорів. З 1975 року розпочалася підготовка режисерів телебачення. В 1962 році кінофакультет розпочинає підготовку кінознавців.

## Найкращі фільми в історії українського кіно
В 2020 році Довженко-Центр провів опитування представників(-ць) національної та міжнародної кінокритичної спільноти для визначення 100 найкращих фільмів за всю історію існування українського кінематографу. Найкращим українським фільмом виявилися «Тіні забутих предків» Сергія Параджанова, знятий у 1964 році .

### Топ-10 українських фільмів
| №  | Назва фільму                  | Рік  | Режисер(-и)            |
| 1  | «Тіні забутих предків»        | 1964 | Сергій Параджанов      |
| 2  | «Земля»                       | 1930 | Олександр Довженко     |
| 3  | «Людина з кіноапаратом»       | 1930 | Дзиґа Вертов           |
| 4  | «Плем'я»                      | 2014 | Мирослав Слабошпицький |
| 5  | «Камінний хрест»              | 1968 | Леонід Осика           |
| 6  | «Астенічний синдром»          | 1989 | Кіра Муратова          |
| 7  | «Польоти уві сні та наяву»    | 1982 | Роман Балаян           |
| 8  | «Білий птах з чорною ознакою» | 1970 | Юрій Іллєнко           |
| 9  | «Довгі проводи»               | 1971 | Кіра Муратова          |
| 10 | «Вавилон XX»                  | 1979 | Іван Миколайчук        |

## Кіномитці українського походження

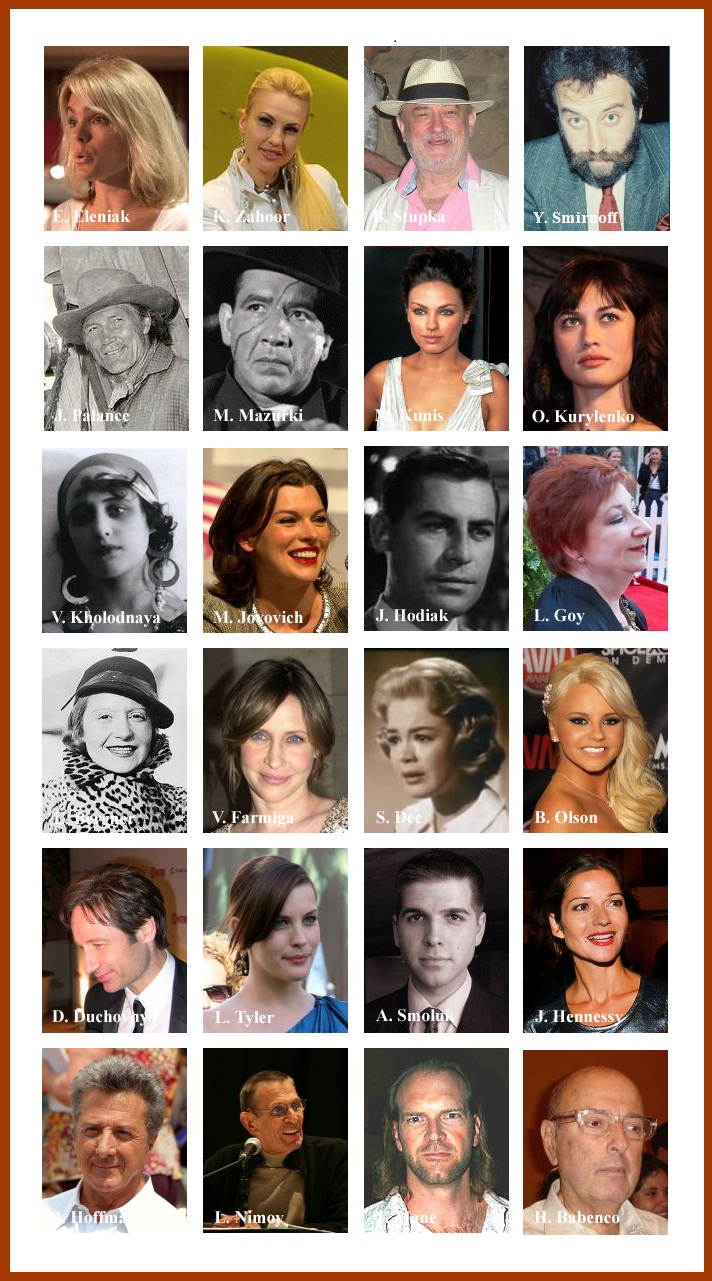
Всесвітньо відомі актори пов'язані з Україною і українцями.

Режисери
- Майя Дерен (1917–1961) — американська режисерка та теоретик кіно (з Києва).
- Сергій Бондарчук (1920–1994) — російський режисер та актор.
- Ліза Холоденко — американська теле- і кінорежисерка, продюсерка та сценаристка.
- Яків Леві — режисер.
- Анатоль Літвак (1902–1974) — російський режисер, сценарист та оператор.
- Стівен Спілберґ (1946) — відомий американський режисер, лауреат премії Оскар. Єврей українського походження (з Одеси)[52][53].
- Григорій Чухрай (1921–2001) — російський режисер та актор.
- Лариса Шепитько (1939–1979) — російський режисер, сценарист та актор.

Кіноактори
- Кірк Дуглас (Іссур Данилович Думський) (1916) — відомий американський актор, лауреат премії Оскар. Єврей українського походження (з Одеси).
- Мілла Йовович (1975) — американська актриса, музикант і модель українського походження (з Києва).
- Ольга Куриленко (1979) — українська модель і актриса.
- Міла Куніс (1983) — американська актриса. Єврейка українського походження (з Чернівців).
- Сергій Маковецький — радянський і російський актор театру і кіно українського походження.
- Нонна Мордюкова — радянська і російська кіноакторка українського походження (з міста Костянтинівка Донецької области).
- Джек Паланс (Володимир (Волтер) Палагнюк) (1919—2006) — відомий американський кіноактор українського походження, лауреат премії Оскар, голова Голлівудської фундації «Тризуб».
- Дастін Гоффман (1937) — відомий американський кіноактор та продюсер, лауреат премії Оскар. Єврей українського походження (з Києва[54][55].

Композитори кіно
- Олег Каравайчук (1927) — російський композитор українського походження (з Києва)
- Дмитро Тьомкін (1894—1979) — американський композитор, родом з України (з Кременчука).